# بطولة كاريوكا 1951
بطولة كاريوكا 1951 هو موسم من بطولة كاريوكا. فاز فيه نادي فلومينينسي.